# Régiment Skaraborg
Vous pouvez aider à l'améliorer ou bien discuter des problèmes sur sa page de discussion.
- Certaines informations devraient être mieux reliées aux sources mentionnées dans la bibliographie ou les liens externes. Améliorez sa vérifiabilité en les associant par des références. (Marqué depuis mars 2025)
- Il ne s’appuie pas, ou pas assez, sur des sources secondaires ou tertiaires. (Marqué depuis mai 2025)

- Archive Wikiwix
- Bing
- Cairn
- DuckDuckGo
- E. Universalis
- Gallica
- Google
- G. Books
- G. News
- G. Scholar
- Persée
- Qwant
- (zh) Baidu
- (ru) Yandex
- (wd) trouver des œuvres sur Wikidata

Le régiment Skaraborg est une unité blindée de cavalerie de l'armée suédoise créée en 1942 ; l'unité est aussi connue comme P 4 ou P 4, Skövde.

## Historique
Il relève d'une existence depuis le XVIe siècle, converti en régiment d'infanterie en 1942, il regroupait des personnes issues de la région de Skaraborg. Actuellement il est en garnison à  Skövde et sert de base au Groupement tactique nordique. Il est équipé de Stridsvagn 122 et de Combat Vehicle 90.

## En images

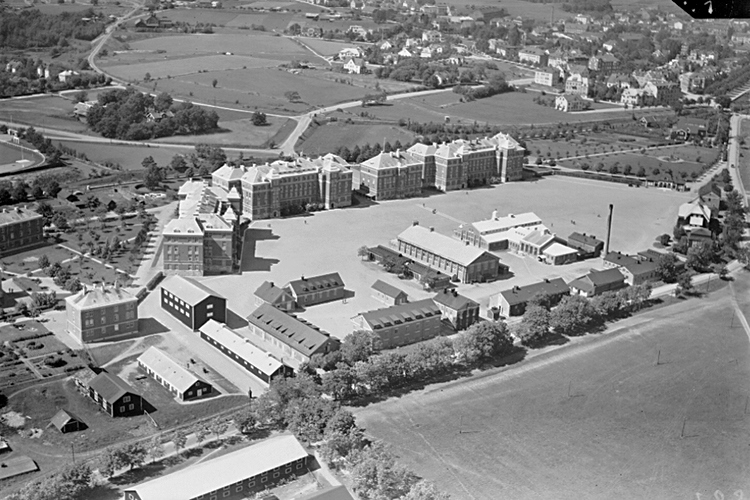
La base militaire de Skövde.
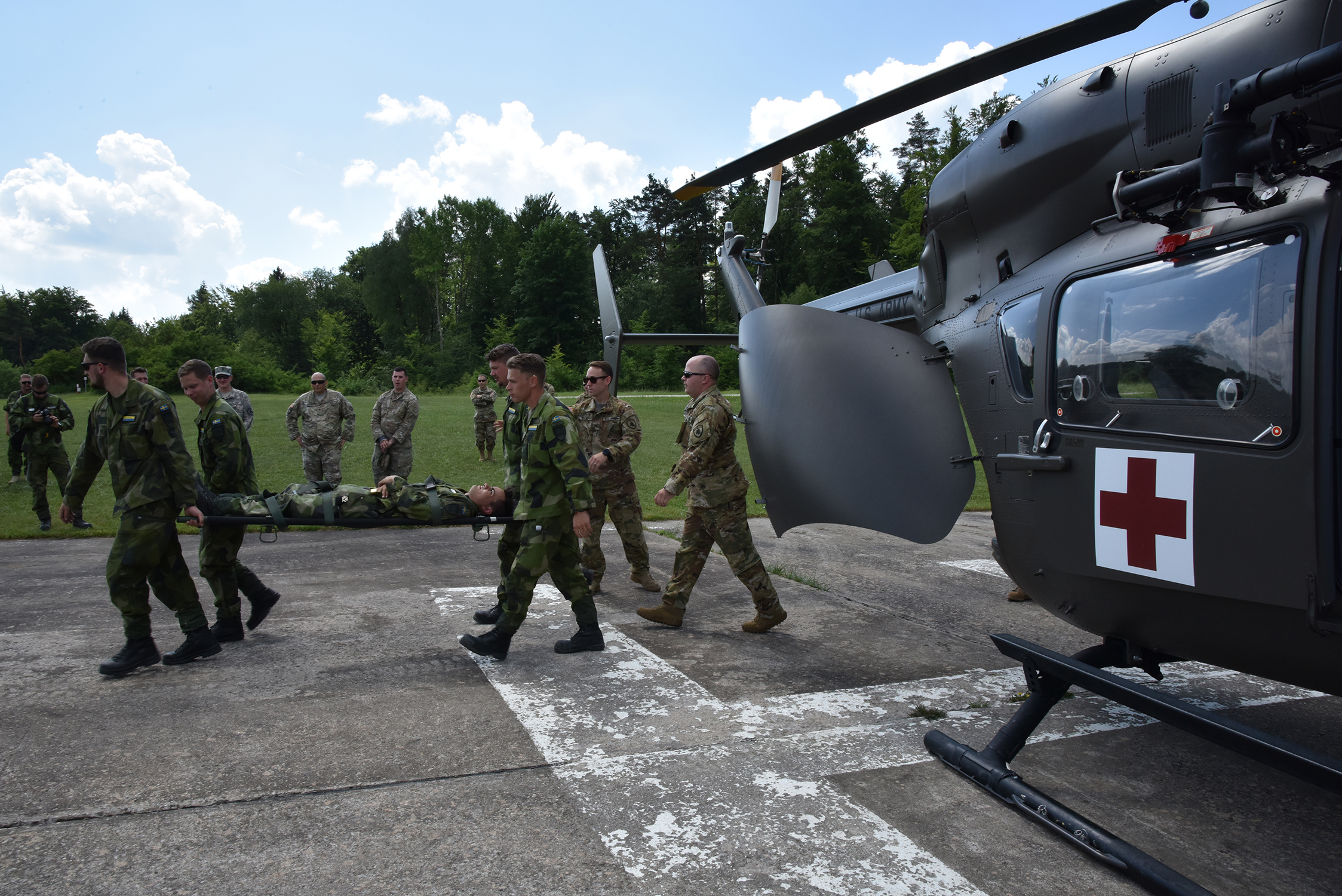
S’entraînant à l'évacuation sanitaire.
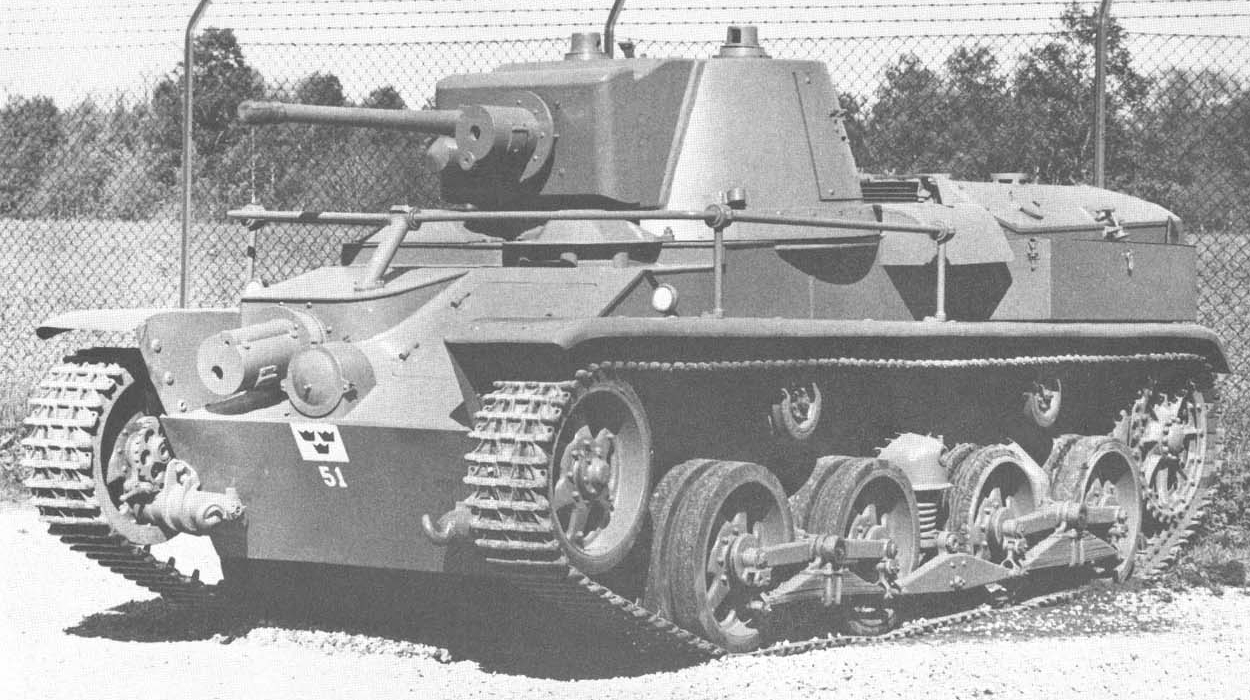
Équipé de Landsverk L-10.
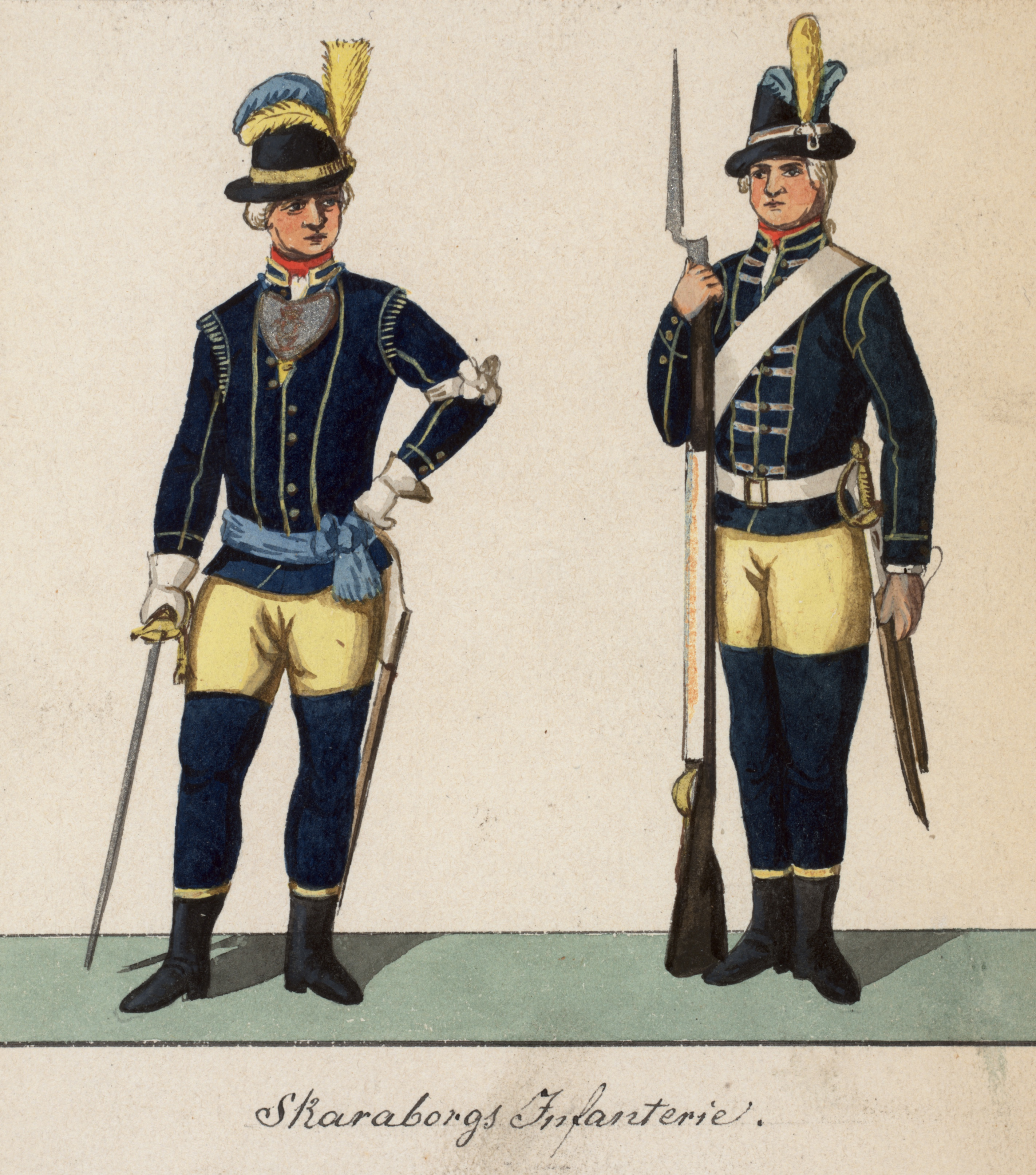
Couleurs de 1779.